# Taryn Manning

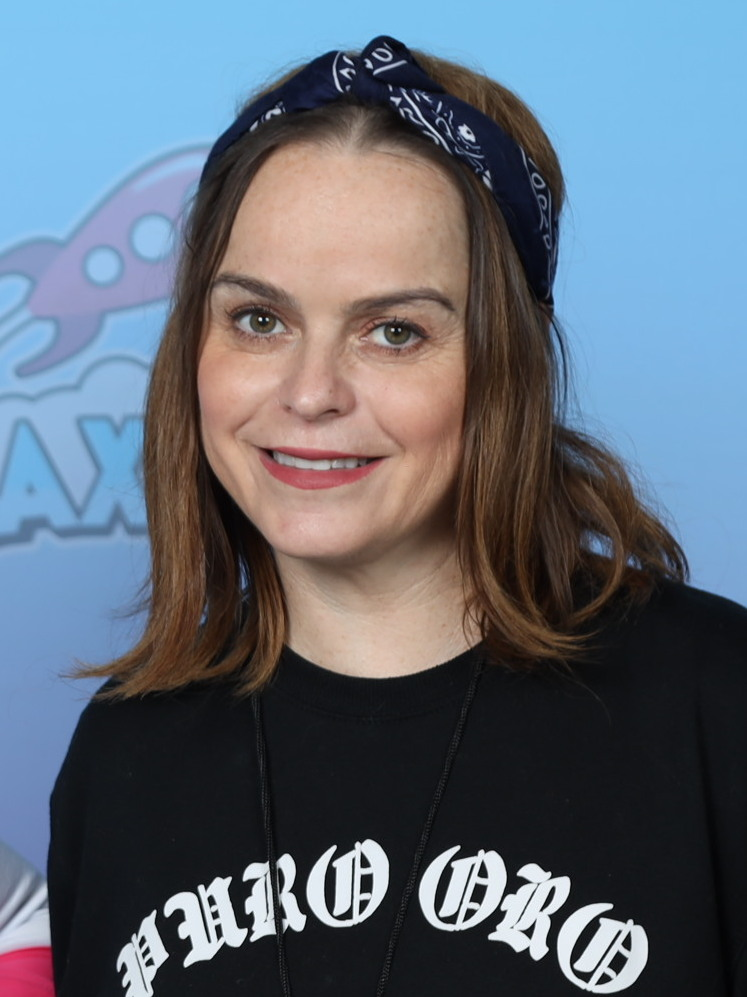
Taryn Manning (2023)

Taryn Manning (* 6. November 1978 in Tucson, Arizona) ist eine US-amerikanische Sängerin und Schauspielerin.

## Leben und Karriere
Nachts arbeitete ihr Vater als Musiker und tagsüber als Hotelmanager. Nach der Scheidung der Eltern wuchs Manning in Tucson auf. Sie nutzte jede Möglichkeit, um wieder an die Ostküste zurückzukehren und ihren Vater zu besuchen. Als sie zwölf Jahre alt war, ging ihr älterer Bruder ans College, und sie zog mit der Mutter nach San Diego. Dort entdeckte sie ihr schauspielerisches Talent. Während dieser Zeit betrieb sie auch sehr erfolgreich Sport. So wurde sie in zwei aufeinanderfolgenden Jahren State-Champion in Karate und verbuchte auch im Tanzsport Erfolge. Weiterhin nahm sie nach dem Schulunterricht Gesangs- und Schauspielstunden. Unter ihren Klassenkameradinnen waren unter anderem Leelee Sobieski, Erika Christensen und Kirsten Dunst.
Nach der Schulzeit übernahm Manning kleinere Rollen in Fernsehproduktionen wie New York Cops – NYPD Blue, Practice – Die Anwälte und Pacific Blue – Die Strandpolizei. 1999 spielte sie auch eine Nebenrolle in der kurzlebigen Fox-Serie Sechs unter einem Dach für neun Episoden als Rebecca Peabody.
2001 versuchte sie sich vergebens als Kandidatin in der Fernsehshow Popstars. Im folgenden Jahr erlangte sie größere Bekanntheit durch eine Rolle als Freundin der von Britney Spears dargestellten Frau im Film Not a Girl – Crossroads. Es folgten Auftritte in Produktionen wie Weißer Oleander, Eminems autobiographischem Film 8 Mile, Hustle & Flow und Unterwegs nach Cold Mountain neben Jude Law und Nicole Kidman. Von 2013 bis 2019 spielte sie in der Netflix-Serie Orange Is the New Black die Rolle der Strafgefangenen Tiffany „Pennsatucky“ Doggett.
Daneben arbeitet Manning als Sängerin und Musikerin. 2003 gründete sie zusammen mit ihrem älteren Bruder die Band Boomkat. Die Gruppe steuerte auch einen Titel zum Soundtrack von 8 Mile bei, mit dem Titel Wasting My Time. Das Debütalbum der Band hieß Boomkatalog.One (2003). Nach einer längeren Pause erschien offiziell 2009 (online bereits 2008) das zweite Studioalbum mit dem Titel A Million Trillion Stars.

## Filmografie (Auswahl)
- 1999: Practice – Die Anwälte (The Practice, Fernsehserie, Folge 3x14)
- 1999: Speedway Junky
- 1999: Come On, Get Happy: Die Partridge Familie
- 1999–2000: Sechs unter einem Dach (Get Real, Fernsehserie, neun Folgen)
- 2000: Pacific Blue – Die Strandpolizei (Pacific Blue, Fernsehserie, Folge 5x21)
- 2000: Kiss Tomorrow Goodbye
- 2000: After Lucky 13
- 2000: The Specials
- 2001: Boston Public (Fernsehserie, Folge 2x05)
- 2001: New York Cops – NYPD Blue (NYPD Blue, Fernsehserie, Folge 8x09)
- 2001: Verrückt/Schön (Crazy/Beautiful)
- 2002: Not a Girl (Crossroads)
- 2002: 8 Mile
- 2002: Weißer Oleander (White Oleander)
- 2003: Twilight Zone (The Twilight Zone, Fernsehserie, Folge 1x26)
- 2003: Unterwegs nach Cold Mountain (Cold Mountain)
- 2004: Dandelion – Eine Liebe in Idaho (Dandelion)
- 2005: So was wie Liebe (A Lot Like Love)
- 2005: CSI: Miami (Fernsehserie, Folge 3x17)
- 2005: Hustle & Flow
- 2006: The Breed (Wes Craven’s The Breed)
- 2006: Banshee (Banshee: Extreme Fast, Extreme Furious!)
- 2007: Weirdsville
- 2008: Jack & Jill gegen den Rest der Welt (Jack and Jill vs. the World)
- 2008–2010: Sons of Anarchy (Fernsehserie, sieben Folgen)
- 2009: The Devil’s Tomb
- 2009: Kill Theory
- 2009: The Perfect Age of Rock ‘n’ Roll
- 2010: Groupie
- 2010: Love Ranch
- 2010–2013, 2016, 2019: Hawaii Five-0 (Fernsehserie, neun Folgen)
- 2011: Law & Order: Special Victims Unit (Fernsehserie, Folge 12x12)
- 2011: Zombie Apocalypse
- 2012: Burn Notice (Fernsehserie, Folge 6x02)
- 2013: Five Thirteen
- 2013: All American Christmas Carol
- 2013–2019: Orange Is the New Black (Fernsehserie, 70 Folgen)
- 2014: Joe Albany – Mein Vater, die Jazzlegende (Low Down)
- 2015: Experimenter
- 2015: Cleveland Abduction (Fernsehfilm)
- 2015: #Horror
- 2015: A Light Beneath Their Feet
- 2017: A Winter Rose
- 2017: Swing State
- 2017: Blackmail
- 2017: The Safe – Niemand wird verschont (The Vault)
- 2018: The Amendment
- 2019: The Murder of Nicole Brown Simpson
- 2021: The Gateway
- 2021: Pooling to Paradise
- 2021: Last Call
- 2021: Karen
- 2021: Outsiders
- 2021: Every Last One of Them
- 2022: It Snows All the Time
- 2022: Sanctioning Evil
- 2022: Bromates
- 2022: Bobcat Moretti
- 2023: Miranda’s Victim
- 2023: One Day as a Lion
- 2023: Static Codes
- 2023: Porterville
- 2023: Adventures of the Naked Umbrella
- 2024: They Turned Us Into Killers
- 2024: Bloodline Killer